# Jerome Anderson
Jerome Stanley Anderson, detto Jay (Mullens, 9 ottobre 1953 – Helsingborg, 1º agosto 2009), è stato un cestista e allenatore di pallacanestro statunitense con cittadinanza svedese, professionista nella NBA.

## Carriera
Dopo quattro anni alla West Virginia University, venne scelto dai Boston Celtics al terzo giro del draft NBA 1975 con il numero 53.
Nei Celtics giocò 22 partite nel 1975-76, con 2,8 punti a gara.
Fece qualche breve apparizione anche in 4 partite di play-off, vincendo il titolo NBA nella squadra guitata da John Havlicek e Dave Cowens.
Tagliato dai Celtics, giocò negli Indiana Pacers nel 1976-77, disputando 27 incontri con 2,4 punti a partita, prima di essere tagliato alla fine di febbraio.
Dopo un'apparizione nella AABA con i West Virginia Wheels, emigrò in Svezia, dove continuò la carriera.
Dopo il ritiro, allenò in Svezia per 12 anni.
Morì nel 2009, a 56 anni, dopo una lunga malattia.
Il figlio Denzel ha intrapreso anche lui la carriera di cestista professionista.

## Palmarès

### Giocatore
- Campionato NBA: 1

Boston Celtics: 1976

### Allenatore

#### Squadra
- Campionato norvegese: 1

Ulriken Eagles: 2006-07

#### Individuale
- Allenatore dell'anno del campionato svedese: 1

2000